# استان غربی (جزایر سلیمان)
استان غربی (جزایر سلیمان) (به لاتین: Western Province (Solomon Islands)) یک سکونتگاه مسکونی در جزایر سلیمان است که در جزایر سلیمان واقع شده‌است.

## خصوصیات
استان غربی ۵٬۴۷۵ کیلومترمربع مساحت و ۷۶٬۶۴۹ نفر جمعیت دارد.